# Pyrausta laresalis
Pyrausta laresalis is een vlinder van de familie van de grasmotten (Crambidae). De wetenschappelijke naam van deze soort is voor het eerst voorgesteld door William Schaus in een publicatie uit 1940.
De soort komt voor in Puerto Rico en op de Maagdeneilanden.